# El Mical
El Mical är en ort i Mexiko.   Den ligger i kommunen Balancán och delstaten Tabasco, i den sydöstra delen av landet, 900 km öster om huvudstaden Mexico City. El Mical ligger 30 meter över havet och antalet invånare är 106.
Terrängen runt El Mical är mycket platt. Runt El Mical är det ganska glesbefolkat, med 23 invånare per kvadratkilometer. Omgivningarna runt El Mical är en mosaik av jordbruksmark och naturlig växtlighet.